# K.d. lang

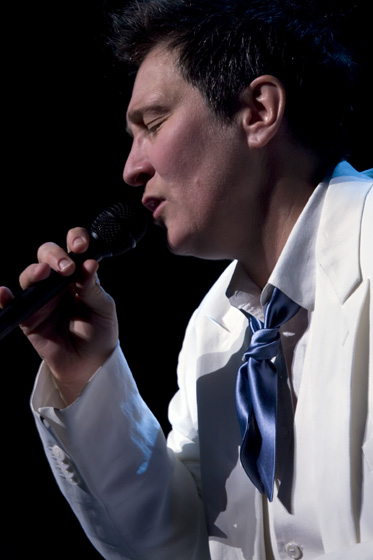
k.d. lang

Kathryn Dawn Lang, algemeen bekend als k.d. lang, (Consort, 2 november 1961) is een Canadese zangeres en songwriter die werd geboren in de provincie Alberta. Ze werd geboren als Kathryn Dawn Lang maar schrijft haar naam al jaren met kleine letters. Al jong was Lang geïnteresseerd in countrymuziek, vooral in muziek van Patsy Cline. Begin jaren 80 toerde ze met de band de Reclines door Canada om vervolgens soloalbums te gaan maken, bijgestaan door gitarist en songwriter Ben Mink.
In Langs muziek spelen zowel country als rock een belangrijke rol. In 1985 werd ze als Meest veelbelovende vrouwelijke vocalist bestempeld bij de Canadese Juno Awards, in 1992 won Lang een Grammy Award voor Beste Zangeres en in 1989 volgde er een voor Best Country Vocal Performance, Female.
Binnen de countrywereld was Lang direct een opvallende verschijning. Op haar album Shadowland zingt ze samen met grote countrydiva's als Loretta Lynn en Brenda Lee. De single "Full Moon of Love" van het album Absolute Torch and Twang werd een hit in de VS in de zomer van 1989. Gaandeweg werd de muziek van Lang minder op country geënt. Het album Ingénue is bijvoorbeeld meer een popalbum.
Op haar album Hymns of the 49th Parallel uit de zomer van 2004 brengt de zangeres een ode aan Canadese singer-songwriters zoals Neil Young, Leonard Cohen, Joni Mitchell en Bruce Cockburn.
Tijdens de openingsceremonie van de Olympische Winterspelen 2010 in het Canadese Vancouver zong ze het door Leonard Cohen geschreven "Hallelujah".
K.d. lang is tevens een belangrijk figuur voor de lesbische beweging: ze komt er openlijk voor uit dat ze lesbisch is.

## Discografie
- 1984 - "A truly western experience"
- 1986 - "Angel With a Lariat" (geproduceerd door Dave Edmunds)
- 1987 - "Angel with a lariat"
- 1988 - "Shadowland"
- 1989 - "Absolute torch and twang"
- 1992 - "Ingénue"
- 1993 - "Even Cowgirls Get the Blues"
- 1995 - "All you can eat"
- 1997 - "Drag"
- 2000 - "Invincible summer"
- 2001 - "Live by request"
- 2003 - "A wonderful world" (met Tony Bennett)
- 2004 - "Hymns of the 49th Parallel"
- 2008 - "Watershed"
- 2010 - "Recollection"
- 2011 - "Sing it loud" (met The Siss Boom Bang)

## Hitlijsten

### Albums
| Album met eventuele hitnotering(en) in de Nederlandse Album Top 100 | Datum van verschijnen | Datum van binnenkomst | Hoogste positie | Aantal weken | Opmerkingen |
| ------------------------------------------------------------------- | --------------------- | --------------------- | --------------- | ------------ | ----------- |
| Hymns of the 49th parallel                                          | 27-07-2004            | 13-11-2004            | 90              | 1            |             |
| Recollection                                                        | 12-02-2010            | 20-02-2010            | 97              | 1            |             |

### Singles
| Single met eventuele hitnotering(en) in de Nederlandse Top 40 | Datum van verschijnen | Datum van binnenkomst | Hoogste positie | Aantal weken | Opmerkingen                 |
| ------------------------------------------------------------- | --------------------- | --------------------- | --------------- | ------------ | --------------------------- |
| Hallelujah                                                    | 2010                  |                       |                 |              | Nr. 23 in de Single Top 100 |